# 602PC Suite
602PC Suite – pakiet biurowy stworzony przez czeską firmę 602Software. Program ten jest rozwijany od roku 1989, początkowo stanowiąc jedynie edytor tekstu. Aktualnie obok rozbudowanego edytora (procesora tekstu) 602Text posiada również inne moduły: arkusz kalkulacyjny (602Tab), program graficzny (602Photo) oraz organizer zdjęć.
Moduł 602Text jest w dużym stopniu kompatybilny z MS Office i obsługuje pliki Worda oraz RTF (jak również wiele innych formatów). Z kolei 602Tab zawiera ponad 150 funkcji.
Pakiet 602PC Suite jest darmowy do użytku domowego, zaś w przypadku korzystania w firmach – płatny.
We wrześniu 2004 przedstawiciele firmy ogłosili, iż liczba użytkowników 602PC Suite osiągnęła trzy miliony.